# T.R. Dunn
Theodore Roosevelt „T.R.” Dunn (ur. 1 lutego 1955 w Birmingham) – amerykański koszykarz, zaliczany do składów najlepszych obrońców NBA, po zakończeniu kariery sportowej trener koszykarski.

## Osiągnięcia

### NBA
- 3-krotnie wybierany do II składu defensywnego NBA (1983–1985)[1]